# Kepek (Wonosari)
Kepek is een bestuurslaag in het regentschap Gunung Kidul van de provincie Jogjakarta, Indonesië. Kepek telt 10.916 inwoners (volkstelling 2010).